# Mount Jiracek
Mount Jiracek ist ein 2430 m hoher Berg im ostantarktischen Viktorialand. In den Southern Cross Mountains ragt er an der Westflanke des Tinker-Gletschers auf.
Der United States Geological Survey kartierte ihn anhand eigener Vermessungen und Luftaufnahmen der United States Navy aus den Jahren von 1960 bis 1964. Das Advisory Committee on Antarctic Names benannte ihn 1969 nach George R. Jiracek, Geophysiker auf der McMurdo-Station von 1964 bis 1965.